# Слокув
Слокув (пол. Słoków, нім. Schlogwitz) — село в Польщі, у гміні Любжа Прудницького повіту Опольського воєводства.
Населення — 89 осіб (2011).

## Демографія
Демографічна структура станом на 31 березня 2011 року:
|          | Загалом | Допрацездатний вік | Працездатний вік | Постпрацездатний вік |
| -------- | ------- | ------------------ | ---------------- | -------------------- |
| Чоловіки | 43      | 4                  | 36               | 3                    |
| Жінки    | 46      | 10                 | 26               | 10                   |
| Разом    | 89      | 14                 | 62               | 13                   |